# Loega (rivier)
De Loega (Russisch: Луга; Fins: Laukaanjoki; Wotisch: Laugaz) is een rivier in de Russische oblasten Leningrad en Novgorod. De rivier heeft haar oorsprong in de Tezovskiejemoerassen en stroomt naar de Finse Golf. Bij hoog water stroomt de rivier via haar zijrivier de Rosson over in de Narva.
De rivier heeft een gemengde aanvoer, waarbij sneeuw overheerst. De rivier is bevroren van begin december tot begin april. De rivier is op sommige stukken bevaarbaar over een totale lengte van 173 kilometer. Bij de rivier bevinden zich de waterkrachtcentrale Kingisepp en de steden Loega en Kingisepp.

## Zijrivieren
- Broeda
- Dolgaja
- Jasjtsjera
- Lemovzja
- Oedrajka
- Oredezj
- Saba